# Wielki Kanał Fergański
Wielki Kanał Fergański (uzb. Katta Fargʻona kanali; tadż. Канали калони Фарғона, Kanali kaloni Fargona; ros. Большой Ферганский канал, Bolszoj Fierganskij kanał; początkowo im. Stalina) – kanał irygacyjny w Uzbekistanie i Tadżykistanie o długości 345 km (283 km na terytorium Uzbekistanu, 62 km na terytorium Tadżykistanu), głębokości do 4 m i szerokości 25–30 m, nawadniający południową część Kotliny Fergańskiej. Łączy rzekę Naryn z Syr-darią. Został wybudowany w latach 1939–40 przez około 160 tys. kołchoźników. Przyczynił się do częściowego zaniku Jeziora Aralskiego.
Budowa kanału była tematem propagandowych fotografii, m.in. Maksa Pensona i dokumentu Siergieja Eisensteina.